# Попик Олександр Федорович
Попик Олександр Федорович (нар. 26 квітня 1961 року, с. Олексіївка, Старосинявський район, Хмельницька область, Україна) — проректор з науково-методичної роботи Хмельницького обласного інституту післядипломної педагогічної освіти з 2011 року.

## Освіта
У 1983 році закінчив фізико-математичний факультет Кам'янець — Подільського державного педагогічного інституту імені В. П. Затонського.

## Трудова діяльність
1983—1986 рр. — вчитель математики та фізики, заступник директора з виховної роботи Бабинської ЗОШ І-ІІІ ст. Старосинявського району Хмельницької області.
1986—1988 рр. — директор Пилявківської восьмирічної школи Старосинявського району Хмельницької області.
1989—1991 рр. — працював у державних органах влади та на господарській роботі у Старосинявському районі Хмельницької області.
1991—2009 рр. — методист, завідувач методичного кабінету, головний спеціаліст відділу освіти Старосинявської райдержадміністрації Хмельницької області.
2009—2011 рр. — заступник начальника управління освіти і науки Хмельницької облдержадміністрації.
2011—2013 рр. — проректор з науково-методичної роботи Хмельницького обласного інституту післядипломної педагогічної освіти.
2013—2014 рр. — виконувач обов'язків ректора Хмельницького обласного інституту післядипломної педагогічної освіти.
з жовтня 2014 р. — проректор з науково-методичної роботи Хмельницького обласного інституту післядипломної педагогічної освіти.

## Сім'я
Одружений, має сина.